# Southern Comfort

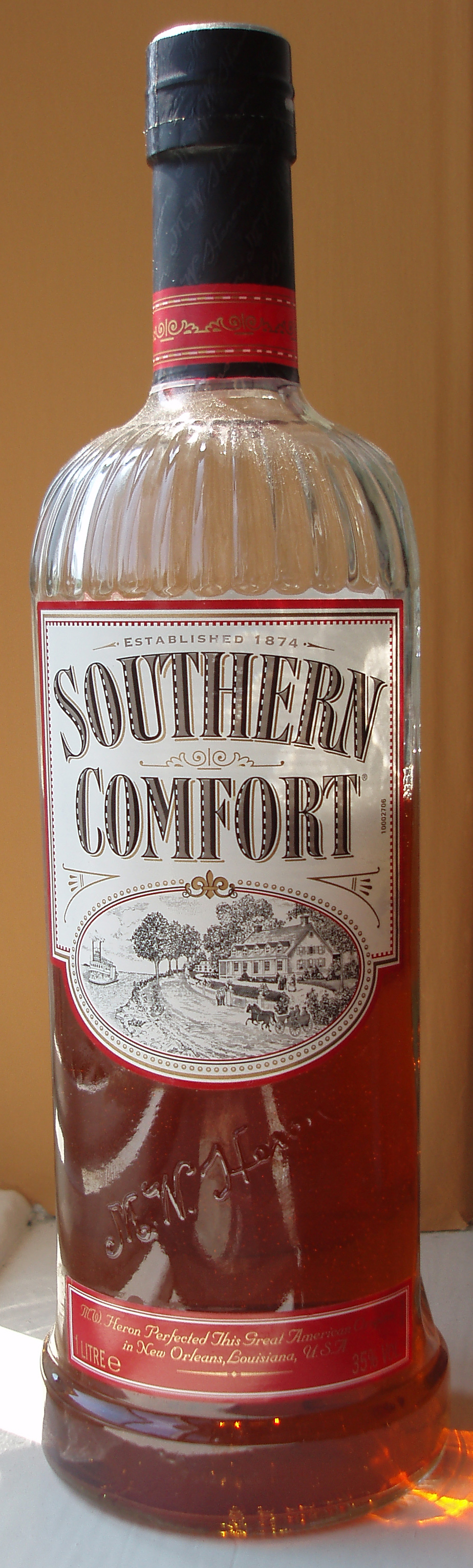
1 liter Southern Comfort

A Southern Comfort (avagy SoCo) egy whisky-, barack-, narancs-, vanília- és fahéjízű likőr, feltalálójának az ír származású kocsmárost, Martin Wilkes Heron-t (1850. július 4 – 1920) tartják a Louisiana állambeli New Orleansból. M. W. Heron családja először New Yorkba, majd St. Louisba emigrált.
Sokan whiskynek, még többen pedig whisky alapú likőrnek hiszik, a gyártó cég (Brown-Forman) szerint azonban ma már finomszesz a likőr alapja, és csak a Special Reserve-ként ismert prémium változat tartalmaz whiskyt.

## Rövid története
Az 1874 óta gyártott likőrt kezdetben None Genuine But Mine illetve Two per customer. No Gentleman would ask for more, az üvegen megjelenő szlogennel hozta forgalomba Memphisben. A szlogenek meg is tették hatásukat, az 1904-ben megrendezett párizsi világvásáron elnyerte az aranyérmet az ital, melyet a mai napig gyártanak. A legfontosabb alapanyaga eredetileg a 6 éves bourbon whisky volt. A Southern Comfort 1996 óta több zenei és egyéb megmozdulás támogatója. A világ több mint 60 országában kapható, és a receptet a mai napig gondosan őrzi a cég.

## Változatai
A 35% alkoholtartalmú Southern Comfort a legelterjedtebb, az Egyesült Államokban azonban 50 és 21% alkoholtartalommal is forgalmazzák. A vámmentes boltokban kapható Southern Comfort Special Reserve – azaz a prémium változat – 40%-os és bourbon whiskyt is tartalmaz. A 2010 nyarán megjelent lime ízesítésű Southern Comfort Lime 27,5 vagy 20% alkoholt tartalmaz, a 2012 nyarán forgalomba került kései meggy ízű Southern Comfort Bold Black Cherry pedig 35%-ot. Az Egyesült Államokban készen palackozott Southern Comfort-koktélok is kaphatók 15% alkohollal.

## Az ital és a zene története összekapcsolódik…
- Janis Joplin hírhedt volt Southern Comfort-fogyasztásáról, gyakran a színpadon is megtalálható volt mellette egy-egy üvegnyi Southern Comfort.
- Az utóbbi években a SC szponzorálta a New Orleans-i illetőségű Cowboy Mouth együttest.
- Buddy Jewell countryénekes egyik dalának címe Sweet Southern Comfort.
- A portlandi székhelyű The Gossip együttes 2001-ben megjelent That's Not What I Heard albumán helyet kapott egy Southern Comfort című szerzemény.
- A He Is Legend együttes gitárosának egyik tetoválása is a Southern Comfort hírnevét őrzi.
- A Southern Comfort Music Foundation a 2005-ben a Katrina hurrikán-sújtotta terület, vagyis New Orleans zenei életének újrafelépítésében nyújt segítséget. (Cowboy Mouth, Theresa Andersson, Big Sam's Funky Nation, Hazard Country Girls, Johnny Sketch, Hot 8 Brass Band és Suplecs előadók egyedi történetei a hivatalos honlapon megtekinthetőek)